# Родман, Исаак
Исаак Пис Родман (Isaac Peace Rodman) (18 августа 1822 — 30 сентября 1862) — американский банкир и политик, дивизионный генерал армии Севера в годы гражданской войны, погиб в 1862 году во время сражения при Энтитеме.

## Ранние годы
Исаак Родман родился в Саут-Кингстауне, штат Род-Айленд, в семье Самуэля Родмана и Мэри Пэкхам. Он был женат на Салли Лиман Арнольд, дочери губернатора Род-Айленда, Лемуэля Хастингса Арнольда. Его двоюродным братом был будущий генерал Ричард Арнольд.
Долгое время Исаак Родман был президентом городского совета Саут-Кингстауна и депутатом Род-Айлендского сената. Он также был директором Уэйкфилдского банка. Родман был не только политиком, бизнесменом и банкиром, но ещё и убежденным христианином, он преподавал библеистику и заведовал воскресной школой. В 1855 году он построил в Саут-Кингстауне дом. Этот дом в 1990 году был внесён в реестр исторических объектов США.

## Гражданская война
Когда началась Гражданская война, Родман принял участие в наборе рекрутов для 2-го Род-Айлендского полка, и сам вступил в полк в звании капитана. Полк сражался в первом сражении при Булл-Ран в составе бригады Бернсайда. 3 октября 1861 года губернатор Род-Айленда назначил Родмана полковником новонабранного 4-го Род-Айлендского пехотного полка. Полк участвовал в Северокаролинской экспедиции генерала Бернсайда, где сражался при Роанок-Айленд и при Ньюберне, где Родман был отмечен за храбрость и 28 апреля 1862 года получил звание бригадного генерала. Он командовал бригадой в сражении при Форт-Макон, после чего заболел тифом и вернулся в Саут-Кингстаун.
В Саут-Кингстауне Родман получил письмо от Бернсайда, который писал, что остро нуждается в офицерах ввиду вторжения Северовирджинской армии в Мэриленд. Родман ещё не до конца выздоровел и врачи не советовали ему покидать Саут-Кингстаун, но несмотря на это он вернулся в полевую армию. Он возглавил 3-ю дивизию IX корпуса (две пехотные бригады: Фэирчайлда и Харланда) и командовал ею во время сражения в Южных Горах, где дивизия штурмовала ущелье Тёрнера. В этом бою был убит корпусной командир Джессе Рено и корпус возглавил Джекоб Кокс.
17 сентября началось сражение при Энтитеме, и IX корпусу было приказано атаковать правый фланг Северовирджинской армии к югу от Шарпсберга. Пока часть корпуса штурмовала мост чрез Энтитем-крик, Бернсайд послал дивизию Родмана в обход, чтобы перейти реку вброд и атаковать противника во фланг. Предложенный брод оказался непригоден для переправы, и Родман потратил три часа, прежде чем нашёл переправу Снейвли-Форд, в двух милях ниже по течению. Переправа дивизии Родмана заставила южан покинуть позицию и в 13:00 мост был взят. Корпус начал наступать на Шарпсберг и дивизия Родмана почти вышла к окраине города, но в 16:00 корпус был атакован во фланг дивизией Эмброуза Хилла. Удар пришёлся как раз по дивизии Родмана. Родман как раз скакал по полю, чтобы дать указания своим подчинённым, и в этот момент он был ранен. Через 14 дней он умер в полевом госпитале в Шарпсберге.